# BAT4
BAT4‏ (G-patch domain and ankyrin repeats 1) هوَ بروتين يُشَفر بواسطة جين BAT4 في الإنسان.